# Fuchsia polyantha
Fuchsia polyantha är en dunörtsväxtart som beskrevs av Killip apud Munz. Fuchsia polyantha ingår i släktet fuchsior, och familjen dunörtsväxter. Inga underarter finns listade i Catalogue of Life.